# Paolo Agostini
Paolo Agostini (ou Agostino; em latim: Augustinus; Vallerano, c. 1583 — Roma, 3 de outubro de 1629) foi um compositor, organista e mestre de capela italiano do início da era barroca.

## Biografia
Agostoni nasceu em Vallerano, perto de Viterbo. Estudou com Giovanni Bernardino Nanino, de acordo com a dedicatória no terceiro e quarto livros de suas missas. Posteriormente, casou com a filha de Nanino.
Ocupou uma série de postos como organista e mestre de capela entre 1607 e 1626, quando sucedeu Vincenzo Ugolini como maestro do coro da Cappella Giulia na Basílica de São Pedro.
Todas as suas obras sobreviventes são música sacra, e a maioria está escrita em prima pratica, o conservador estilo polifônico do final do século XVI, embora alguns de seus motetos utilizem algo do novo estilo concertato. Foi um sofisticado contrapontista, muitas vezes utilizando estritas técnicas canônicas; além disso, usou sonoridades coloridas, mudanças de métrica entre as seções, e colorido cromatismo, mostrando uma convivência com a prática secular contemporânea, bem como o trabalho da Escola de Veneza. É especialmente admirado um Agnus Dei para oito vozes.

## Obras selecionadas
- Salmi della Madonna, (Roma, 1619)
- Liber secundus missarum, (n.p., 1626)
- Spartitura delle messe del primo libro, (Roma, 1627)
- Spartitura del secondo libro delle messe e motetti, (Roma, 1627)
- Partitura del terzo libro della messa 'Sine nomine', com dois 'Resurrexit', (Roma, 1627)
- Libro quarto delle messe in spartitura (Roma, 1627)
- Spartitura della messa et motetto 'Benedicam Dominum' ad canones, (Roma, 1627)
- Partitura delle messe et motetti con 40 esempi di contrapunti, (Roma, 1627)
- Missarum liber posthumus (Roma, 1630)
- Altre messe, mottetti etc.